# Конвой H-1/H-3
Конвой H-1/H-3 — японський конвой часів Другої світової війни, проведення якого відбувалось у жовтні — листопаді 1943-го.
Японські конвої серії «H» ходили в 1943—1944 роках між важливим транспортним хабом у Манілі та островом Хальмахера зі складу Молуккського архіпелагу (північний схід Нідерландської Ост-Індії), який, зокрема, відігравав важливу роль у постачанні японських сил на заході Нової Гвінеї.
31 жовтня 1943-го з Маніли вийшов загін Н-1, до складу якого увійшли транспорти «Нічінан-Мару», «Тейкай-Мару», «Тохо-Мару», «Ширанесан-Мару» (Shiranesan Maru) та «Сіншу-Мару» (Shinshu Maru), під охороною патрульного корабля PB-103. Надвечір 2 листопада в районі острова Мактан «Тейкай-Мару» сів на мілину, проте за чотири години зміг зійти з неї за допомогою «Нічінан-Мару», що також відокремився від конвою. Того ж 2 листопада три інші транспорти конвою досягнули порту Себу на однойменному острові в центральній частині філіппінського архіпелагу, а вранці 3 листопада сюди прибули «Нічінан-Мару» та «Тейкай-Мару».
2 листопада 1943-го з Маніли вийшов загін Н-3, до складу якого увійшли транспорти «Тацуха-Мару» (Tatsuha Maru), «Тояма-Мару», «Панама-Мару» та «Сінсей-Мару № 17» (Shisei Maru No. 17), під охороною патрульного корабля PB-105. 4 листопада вони прибули на Себу, а наступної доби PB-105 рушив назад до Маніли.
6 листопада 1943-го з Себу вийшов переформатований конвой, який включав частину транспортів із обох описаних вище конвоїв — «Нічінан-Мару», «Тейкай-Мару», «Тохо-Мару», Тацуха-Мару" та «Тояма-Мару», тоді як ескорт продовжив забезпечувати P-103.
Хоча його маршрут конвою пролягав через кілька районів, де традиційно патрулювали ворожі підводні човни, цього разу операція пройшла без інцидентів і 10 листопада японський загін досягнув затоки Кау на острові Хальмахера.